# اوتا، گونما
اوتا در استان گونما در کشور ژاپن  واقع شده‌است  که دارای جمعیت ۲۱۴٬۰۴۹ نفر و مساحت ۱۷۶٫۴۹ کیلومتر مربع با تراکم جمعیت ۱٬۲۱۳  نفر در کیلومترمربع است و در تاریخ ۳ مه ۱۹۴۸ به عنوان شهر شناخته شد.